# 巴克特科扎·伊茲穆漢別托夫
巴克特科扎·萨拉赫丁诺维奇·伊茲穆漢別托夫（羅馬化：Baqtyqoja Salahatdinūly Izmūhambetov；1948年9月1日—），哈薩克政治家，2016年3月至6月擔任馬日利斯主席，2012年至2016年擔任阿特勞州州長，2007年至2012年擔任西哈薩克州州長，2006年至2007年擔任能源和礦產資源部長。

## 經歷
從1966年到1971年，伊茲穆漢別托夫就讀於烏法國立石油科技大學。畢業後，他開始在Embaneft協會擔任司鑽，後來在哈薩克斯坦勘探研究院擔任多個職位。1983年至1987年，伊茲穆漢別托夫在也門傳教。
1991年至1993年間，伊茲穆漢別托夫在地質和地下保護部擔任不同職務。之後，他擔任Kazakhturkmunay和Kazmunaytengiz石油公司的總經理，以及國家石油公司KazMunayGas的董事總經理。後任能源礦產部第一副部長，2006年1月19日至2007年8月28日任能源礦產部部長。
他於2007年8月28日至2012年1月擔任西哈薩克斯坦州州長，並於2006年至2007年擔任哈薩克斯坦能源和礦產資源部長。
在2012年議會選舉期間，伊茲穆漢別托夫當選為馬日利斯議員，隨後被任命為副主席。從2012年到2016年，他擔任阿特勞州州長，接替貝傑·雷斯卡利耶夫（Bergey Ryskaliyev）擔任該職位。2016年3月26日由努爾蘭·諾海耶夫繼任。2016年3月25日，伊茲穆漢別托夫宣誓就任馬日利斯主席並接替哈比波拉·扎克波夫。2016年6月21日，伊茲穆漢別托夫辭去馬日利斯主席的職務，擔任Republican Public Association of Veterans Organization of the Central Council主席，努爾蘭·尼格馬圖林繼任馬日利斯主席。
伊茲穆漢別托夫被授予庫爾梅特勳章（1999 年）和烏克蘭三等功績勳章（2008 年）。